# Retrato de un soldado KNIL herido

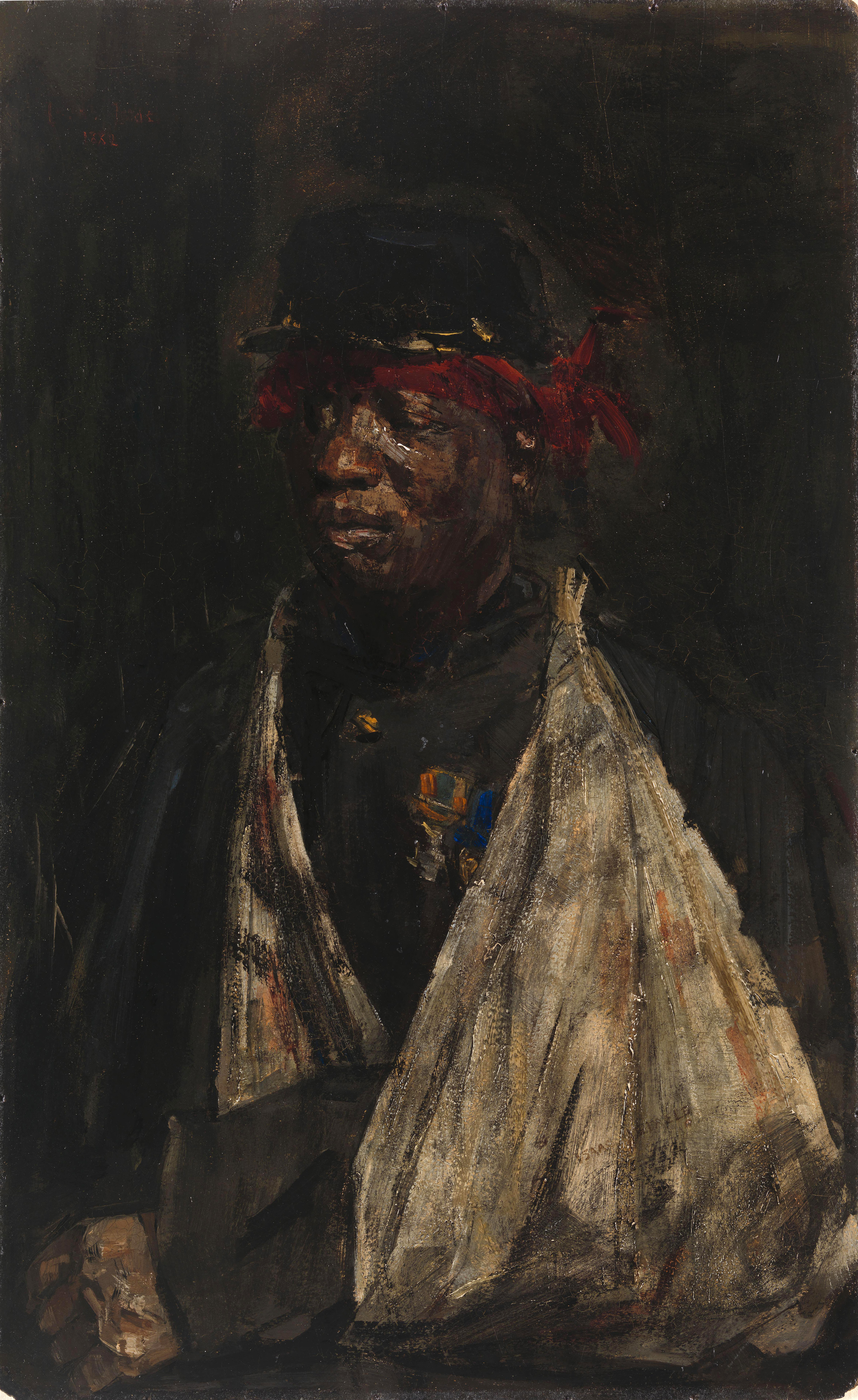
Retrato del soldado herido

Retrato de un soldado KNIL herido es un retrato impresionista del Ámsterdam de 1882 firmado y fechado por Isaac Israels. Ha estado en el Rijksmuseum desde 2000.
El modelo fue identificado en 2000 por Eveline Sint Nicolaas como Kees Pop, un soldado del Real Ejército de las Indias Orientales Neerlandesas (KNIL) de África. Estos hombres fueron reclutados entre 1831 y 1872 como Zwarte Hollanders en Elmina y recibieron nombres que eran pronunciables para sus superiores militares. "Pop" posiblemente era de Elmina, pero podría haber nacido tan al norte como Burkina Faso o tan al este como Nigeria. Sirvió 12 años en la Guerra de Aceh. Bajo su mitella se pueden ver las medallas de la Cruz de Expedición y la Medalla de Aceh. Su colega Jan Kooi fue interpretado en el mismo año por J.C. Leich de una manera militar mucho más heroica y realista, mientras que Israels estaba mucho más interesado en el drama de la historia personal del modelo. Este retrato muestra los efectos de una larga carrera militar en un país extranjero rodeado de camaradas africanos que ellos mismos hablaban diferentes idiomas, respondiendo a un nombre de un idioma extranjero. Israëls sentía una fascinación por las Indias Orientales Holandesas, posiblemente fomentada por su amistad con el pintor holandés Johannes Evert Hendrik Akkeringa, de ascendencia mixta de Indonesia. Aunque la Primera Guerra Mundial lo retrasó, Israëls logró visitar personalmente las Indias Orientales Holandesas, donde realizó muchas pinturas durante el transcurso de una estadía de dos años en 1921, armado con cartas de presentación de Akkeringa.

## Legado y reacciones
Este retrato, junto con el retrato de Jan Kooi, apareció en la exposición de arte de 2008 en Ámsterdam llamado "Black is Beautiful", y provocó una conversación nacional sobre la comunidad "indoafricana" que casi un siglo después llegó a los Países Bajos de Indonesia después de la Segunda Guerra Mundial y algunos de cuyos miembros eran posibles descendientes de estos hombres. El artista Pieter Hugo realizó una fotografía de retrato que hace un guiño tanto a esta pintura "impresionista" como a la pintura "realista" de Jan Kooi.